# Варненска и Великопреславска епархия
 Тази статия е за историческата и православната епархия.  За римокатолическата вижте Преславска епархия (Римокатолическа църква).  
Варненската и Великопреславска епархия на Българската православна църква е със седалище в град Варна и архиерейски наместничества в градовете Шумен, Провадия, Добрич и Търговище.

## История
Варна е апостолска катедра, според редица източници първозваният Христов Апостол Андрей проповядва Евангелието по крайбрежието на Черно море. Във Варна (Odyssoupolis) поставя за пръв епископ своя ученик Апостол Амплий (56 – 59 г.), за когото Свети Апостол Павел казва: „Поздравете обичния ми в Господа Амплий“ (Рим. 16:8).
От втората половина на VII век Одесос вече не съществува. През IX-Х век с покръстването на българите отново се появява живот, като Варна е архиепископия, през XIII-XIV в. – епископия, след което е въздигната в митрополия.
През 1872 г. пристига първият български варненски и преславски митрополит Симеон. До 1882 г. той пребивава в Шумен, след което се премества във Варна и управлява епархията до 1937 г. Следващият варненски и преславски архипастир е Митрополит Йосиф (1898 – 1988). По време на Втората световна война епархийският духовен съвет провежда своите разпоредителни заседания в град Преслав, където е евакуирана митрополията. 

## Епископи
Варненски митрополити на Вселенската патриаршия
- Матей (споменат в ръкописна бележка от 13 [?] век)[3]
- Методий (споменат през май 1325 г.)[4]
- Маркел (споменат през 1327 г.)[5]
- Методий (споменат през 1347 г.)[6]
- Алексий (сменен през март 1381 г.)[7]
- Гавриил (споменат през юли 1389 и март 1391 г.)[8]
- Калист (споменат в 1483 – 1484 г.)[9]
- Гавриил (споменат през януари 1565 г.)[10]
- Партений (споменат през октомври 1568 г.)[11]
- Акакий (1572 – 1594, споменат през май 1590 г.[12])
- Теолипт (споменат през юни 1601 г., отстранен през 1605 г.)[13]
- Матей (избран на 12 януари 1605 г., отстранен през март 1606 г.)[14]
- Мелетий (избран на 15 март 1606 г.)[15]
- Митрофан (1622)
- Порфирий (1624)
- Партений (споменат през юни 1624 и май 1631 г., починал в 1635 г.)[16]
- Мелетий (избран на 7 април 1635 г., отстранен в 1637 г.)[17]
- Агатангел (избран през април 1637 г.)[18]
- Мелетий (вторично отстранен в 1639 г.)[19]
- Партений (избран през декември 1639 г.)[20]
- Мелетий (починал в 1649 г.)[21]
- Антим (избран на 25 август 1649, починал в 1655 г.)[22]
- Даниил I (избран през май 1655, отстранен в 1657 г.)[23]
- Даниил II (избран през юли 1657, отстранен в 1658 г.)[24]
- Никодим (избран на 20 юни 1658, отстранен в 1662 г.)[25]
- Митрофан (избран на 11 юни 1662, починал в 1674 г.)[26]
- Макарий (избран на 15 август 1674 г.,[27] споменат през 1707 г.[28])
- Серафим[29]
- Григорий (ок. 1698 г.)
- Леонтий (починал преди 19 октомври 1705 г.)[30]
- Макарий (утвърден на 19 октомври 1705 г.)[31]
- Кирил (споменат през май 1712 г.)[32]
- Калиник (споменат през март 1713, август и октомври 1717, май 1718, януари, февруари и април 1720, септември 1721 и септември 1723 г.)[33]
- Атанасий (споменат през декември 1726 и в 1727 г.)[34]
- Панкратий (споменат през 1733 или 1734 г.)[35]
- Йоаким (споменат през юли 1742 и на 13 юни 1750, починал в 1754 г.)[36]
- Калиник (избран през септември 1754, починал в 1761 г.)[37]
- Неофит (избран на 8 октомври 1761, починал в 1783 г.)[38]
- Филотей (избран през септември 1783, преместен през 1797 г.)[39][40]
- Григорий I (избран през февруари 1797, починал пак в 1797 г.)[41]
- Григорий II (избран през април 1797, преместен през 1800 г.)[42]
- Паисий от октомври 1794 до 1800 година мосхонисийски епископ,[43] избран за варненски през септември 1800, подал оставка в 1806 г.,[44] избран за созополски през октомври 1806 година, убит от османците след началото на гръцкото въстание в 1821 г.[43]
- Хрисант (избран през октомври 1806, преместен през 1817 г.)[45] Бивш созополски митр.
- Захарий (избран през юни 1817, починал в 1820/21 г.)[46]
- Филотей (избран през януари 1821, напуснал епархията към 1830 г.)[47]
- Калиник Месемврийски (местоблюстител от август 1830, варненски и месемврийски митрополит от 2 септември 1834, варненски митрополит от януари 1835, отстранен през същата 1835 г.)[48]
- Йосиф (избран през февруари 1835, преместен в 1846 г.)[49]
- Аверкий (избран през октомври 1846, починал в 1847 г.)[50]
- Порфирий (избран на 5 март 1847, починал в 1864 г.),[51] от преславски митрополит
- Йоаким (избран на 10 декември 1864,[52] заминава за епархията си на 18 февруари 1865 г.,[53] преместен през 1874 г.)[54], на 3 март 1863 година е избран за велик протосингел на Патриаршията[55]
- Калиник IV (избран на 12 януари 1874, преместен на 7 март 1875 г.)[56][57]
- Кирил (избран на 22 март 1875, преместен през 1882 г.)
- Калиник V (избран на 27 ноември 1882, преместен през 1887 г.)
- Гавриил (избран на 15 октомври 1887, подал оставка в 1889 г.), по-късно трапезундски и никополски и превезки
- Григорий (избран на 10 октомври 1889, починал в 1890 г.). Бивш костурски митрополит
- Александър (избран на 5 февруари 1891, подал оставка пак в 1891 г.)
- Поликарп (избран на 1 август 1891, починал в 1906 г.)
- Неофит (Кодзаманидис или Кодзаманис) избран на 27 април 1906, преместен през 1911 г.[58] От 11 септември 1897 до 27 април 1906 мосхонисийски митрополит.[59]
- Йоан (избран на 15 февруари 1911, починал в 1913 г.)[60]
- Никодим (избран на 18 юни 1913, преместен на 24 май 1924 г.)

Преславски митрополити през Средните векове
- Сава (споменат в 1263/4 г.)[61]
- Доротей, митрополит и прототрон (споменат в 1360 г.)[62]

Преславски епископи (от 1830 г. – митрополити) на Вселенската патриаршия
- Григорий (споменат в 1578 г.)[63]
- Спиридон (споменат през май 1590 г.)[64]
- Григорий (споменат на 4.11.1620 г.)[65]
- Калиник (споменат през септември 1623, януари 1630, септември 1636[66] и в 1643 г.[67])
- Нектарий (избран на 15 декември 1680 г.)[68]
- Софроний (избран през 1687 г.)[69]
- Никофор (споменат в 1720 г.)[70]
- Хрисант (споменат в 1733 – 1734 г.)[71]
- Партений (починал в 1747 г.)[72]
- Гедеон (избран на 9 ноември 1747,[73] споменат в 1762[74] и 1765 г.,[75] починал през 1780 г.[76])
- Неофит (споменат през 1781 г.,[77] починал през 1809 г.[78])
- Антим (споменат през 1829 г.,[79] преместен в 1831 г.[80])
- Григорий (избран през юли 1831, отстранен в 1833 г.),[81] по-късно димитриадски
- Герасим (избран през април 1833, преместен в 1840 г.)[82]
- Порфирий (избран през юни 1840, преместен през 1847 г.)[83]
- Дионисий (избран на 5 март 1847, преместен през 1850 г.)[84]
- Вениамин (избран на 17 декември 1850, напуснал епархията към 1861 г.)[85]
- Антим (избран на 23 май 1861, преместен на 13 април 1868 г.)[86]
- без наместник до 1872 г.
- Прокопий (1872 – 1874)

Варненски и Преславски митрополити на Българската православна църква
- Симеон (1872 – 1937)
- Йосиф (1937 – 1988)
- Кирил (1989 – 2013)
- Йоан (2013 – )

## Манастири
- Манастир „Св. Атанас“ – село Оброчище;
- Аладжа манастир „Св. Троица“ – град Варна;
- Патлейнски манастир „Св. Пантелеймон“ – местност „Патлейна“, град Велики Преслав;
- Златарски манастир „Свети апостоли Петър и Павел“ – село Златар, Преславско;
- Манастир „Св. св. Константин и Елена“ – едноименен курортен комплекс град Варна;
- Манастир „Св. св. Кирил и Методий“ – стария град Велики Преслав;
- Манастир „Св. Йоан Рилски“ – село Черни връх, Преславско;
- Манастир „Св. Марина“ – село Ботево, Варненско.
- Манастир „Св. пророк Илия“, с. Александрия, Добричко
- Манастир „Рождество на Пресвета Богородица“, м. Сотира, Варна
- Манастир „Св. Вмчца Екатерина“, с. Българево

## Храмове
Общият брой на църковните настоятелства във Варненската и Великопреславска епархия е 330:

### Катедрален храм
- „Свето Успение Богородично“, Варна

### Храмове по духовни околии
- Варненска духовна околия
- Добричка духовна околия
- Провадийска духовна околия
- Търговишка духовна околия
- Шуменска духовна околия

## Изследвания
- Nikolova, B. The Church of Odessos-Varna between Byzantium, the Bulgarian Tsardom and the Patriarchate of Constantinople. – Études balkaniques, 34, 1998, 93 – 109